# Cirsium maroccanum
Cirsium maroccanum là một loài thực vật có hoa trong họ Cúc. Loài này được Petr. mô tả khoa học đầu tiên năm 1955.